# 卡斯特罗卡尔德拉斯
卡斯特罗卡尔德拉斯，是西班牙加利西亚自治区奥伦塞省的一个市镇。总面积88平方公里，总人口1834人（2001年），人口密度21人/平方公里。